# Viera Kašparová
Viera Kašparová es una deportista eslovaca que compitió en tenis de mesa adaptado. Ganó una medalla de plata en los Juegos Paralímpicos de Sídney 2000 en la prueba individual (clase 11).

## Palmarés internacional
| Juegos Paralímpicos | Juegos Paralímpicos | Juegos Paralímpicos | Juegos Paralímpicos |
| Año                 | Lugar               | Medalla             | Prueba              |
| ------------------- | ------------------- | ------------------- | ------------------- |
| 2000                | Sídney (Australia)  | Medalla de plata    | Individual 11       |